# Petr Mašlej
Petr Mašlej (* 18. ledna 1970) je bývalý český fotbalista, obránce.

## Fotbalová kariéra
V lize hrál za FC Baník Ostrava, SK Sigma Olomouc a FC Karviná. Kariéru končil v nižších německých soutěžích v 1. FC Magdeburg a KSV Holstein Kiel. V české nejvyšší soutěži nastoupil ve 108 utkáních a dal 12 gólů.

## Ligová bilance
| Ročník                          | Zápasy | Góly | Klub             |
| ------------------------------- | ------ | ---- | ---------------- |
| 1. česká fotbalová liga 1993/94 | 13     | 1    | FC Baník Ostrava |
| 1. česká fotbalová liga 1994/95 | 21     | 1    | FC Baník Ostrava |
| 1. česká fotbalová liga 1995/96 | 21     | 3    | FC Baník Ostrava |
| 1. česká fotbalová liga 1996/97 | 24     | 1    | FC Baník Ostrava |
| 1. česká fotbalová liga 1997/98 | 7      | 0    | SK Sigma Olomouc |
| 1. Gambrinus liga 1998/99       | 22     | 6    | FC Karviná       |
| CELKEM                          | 108    | 12   |                  |